# Rivière-Kipawa
Rivière-Kipawa est un ancien territoire non organisé de la province de Québec au Canada située dans la municipalité régionale de comté de Témiscamingue en Abitibi-Témiscamingue. Il a été divisé en deux territoires distincts en 2005 : Laniel et Les Lacs-du-Témiscamingue.

## Chronologie
- 1er janvier 1986 : création du territoire non organisé de Rivière-Kipawa
- 31 octobre 2005 : à la suite d'une demande de la MRC de Témiscamingue, Rivière-Kipawa est divisé en deux territoires non organisés, Laniel et Les Lacs-du-Témiscamingue.

## Source
- « Modification au municipalité du Québec, octobre 2005 »(Archive.org • Wikiwix • Archive.is • Google • Que faire ?), Institut de la statistique du Québec